# Platfusa arooni
Platfusa arooni är en insektsart som beskrevs av Irena Dworakowska 1993. Platfusa arooni ingår i släktet Platfusa och familjen dvärgstritar.
Artens utbredningsområde är Thailand. Inga underarter finns listade i Catalogue of Life.